# Drachentöterhaus

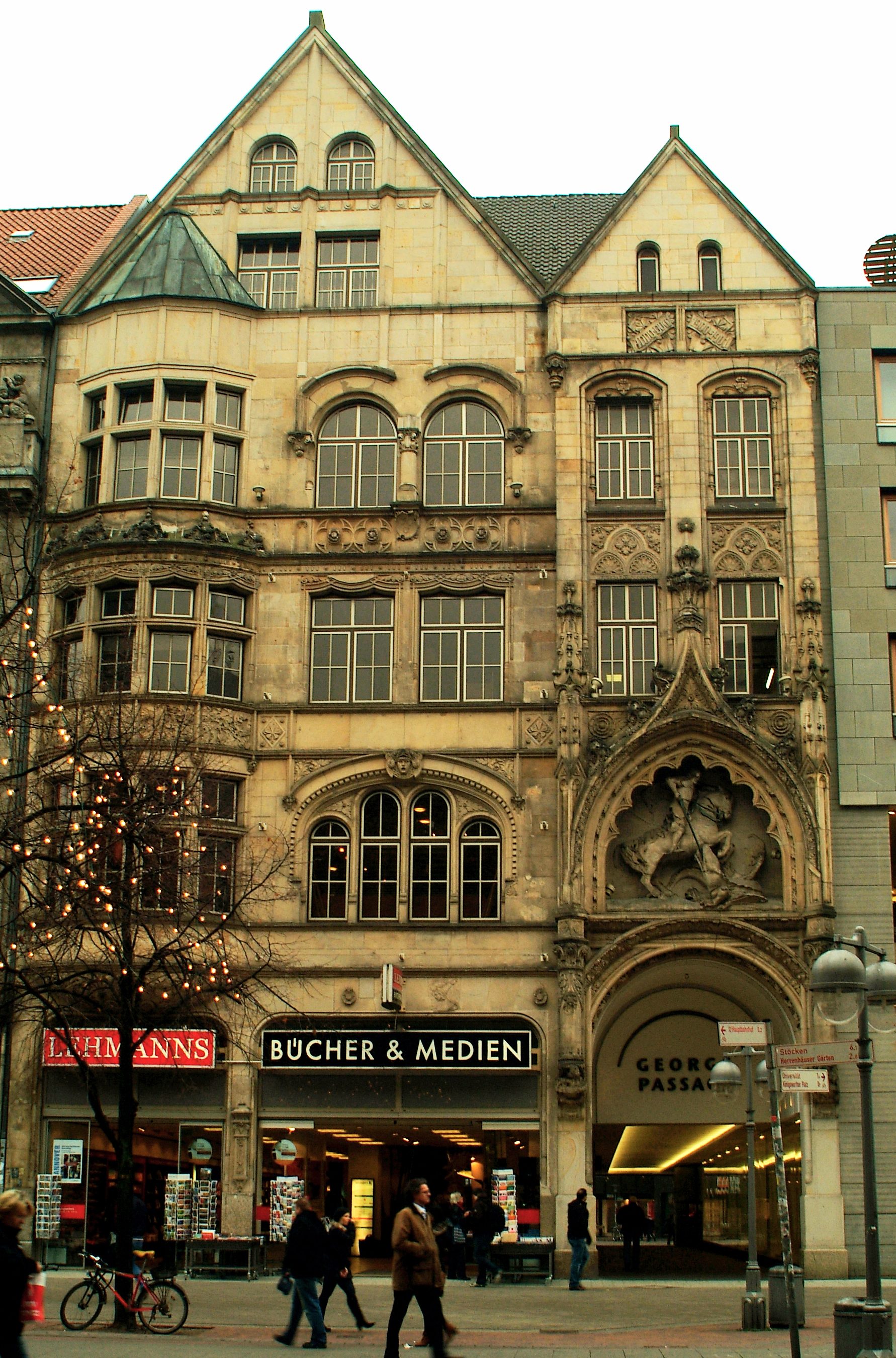
Drachentöterhaus und Georgspassage

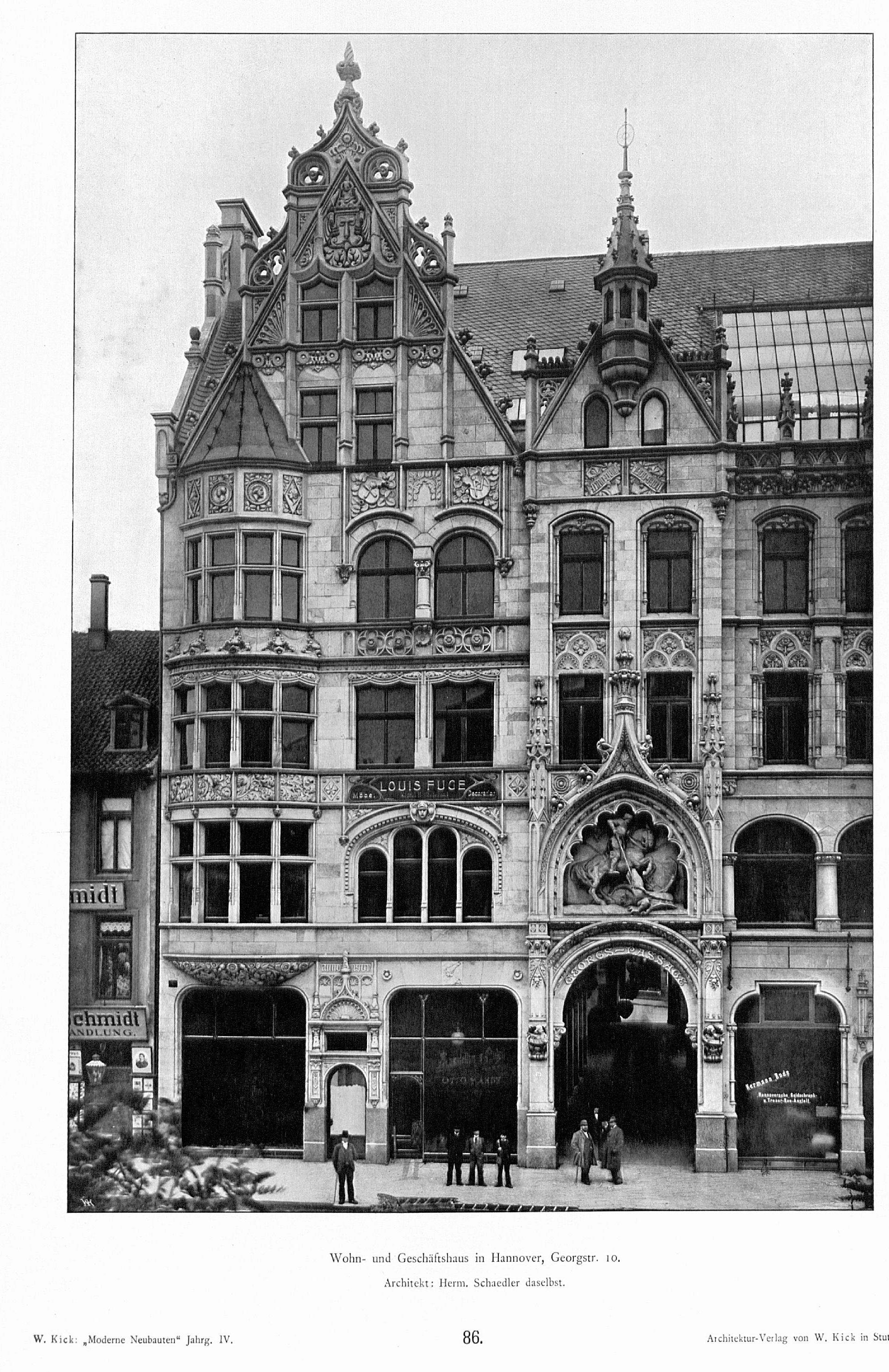
Das Gebäude in einer Ansicht von 1902
aus: Moderne Neubauten, 4. Jg., Stuttgart 1902

Das Drachentöterhaus in Hannover ist ein 1900 bis 1901 errichtetes Geschäftsgebäude in der Georgstraße 10 auf Höhe des Schillerdenkmals. Die denkmalgeschützte, reichverzierte Sandsteinfassade des Hauses ist vor allem bekannt durch die über der Georgspassage von Werner Hantelmann nahezu vollplastisch gehauene Figur des Heiligen Georg als Drachentöter.

## Geschichte

### Ab 1900
Nach dem Durchbruch durch die alten Häuserreihen 1897 zur Anlage der Heiligerstraße und der Limburgstraße errichteten die Architekten Hermann Schaedtler und Karl Hantelmann an der Ecke zur Georgstraße einen größeren Gebäudekomplex, der mit der Georgspassage eine zusätzliche Verbindung schuf zu den beiden jüngeren Straßen. Der Komplex entstand dabei an Stelle des vormals durch Johann Heinrich Daniel Holekamp errichteten ersten Wohnhauses überhaupt an der Georgstraße.
Das heutige Drachentöterhaus nutzte ursprünglich das Einrichtungshaus „Louis Fuge, Möbel, Decoration“ und wurde daher auch Fugesches, in alter Schreibweise Fuge’sches Haus genannt, aufgrund der Skulptur des Heiligen Georgs aber auch Georgshaus. Über dem giebelständigen Gebäudekomplex, dessen Drachentöterhaus einen stilistischen Übergang nach rechts zu dem nicht erhaltenen „Haus Biermann“ bildete, erhob sich ein höherer, zurückgesetzter Schmuckturm als städtebauliche Dominante an der platzartigen Erweiterung der Georgstraße durch die Kreuzung mit der Schillerstraße/Ecke Limburgstraße, Diese Platzerweiterung wurde noch verstärkt durch die einmündende Kanalstraße sowie die vom (späteren) Anzeiger-Hochhaus direkt auf den Turm zulaufende (heute nicht mehr vorhandene) Nordmannstraße.

### Der Turm als Anziehungspunkt

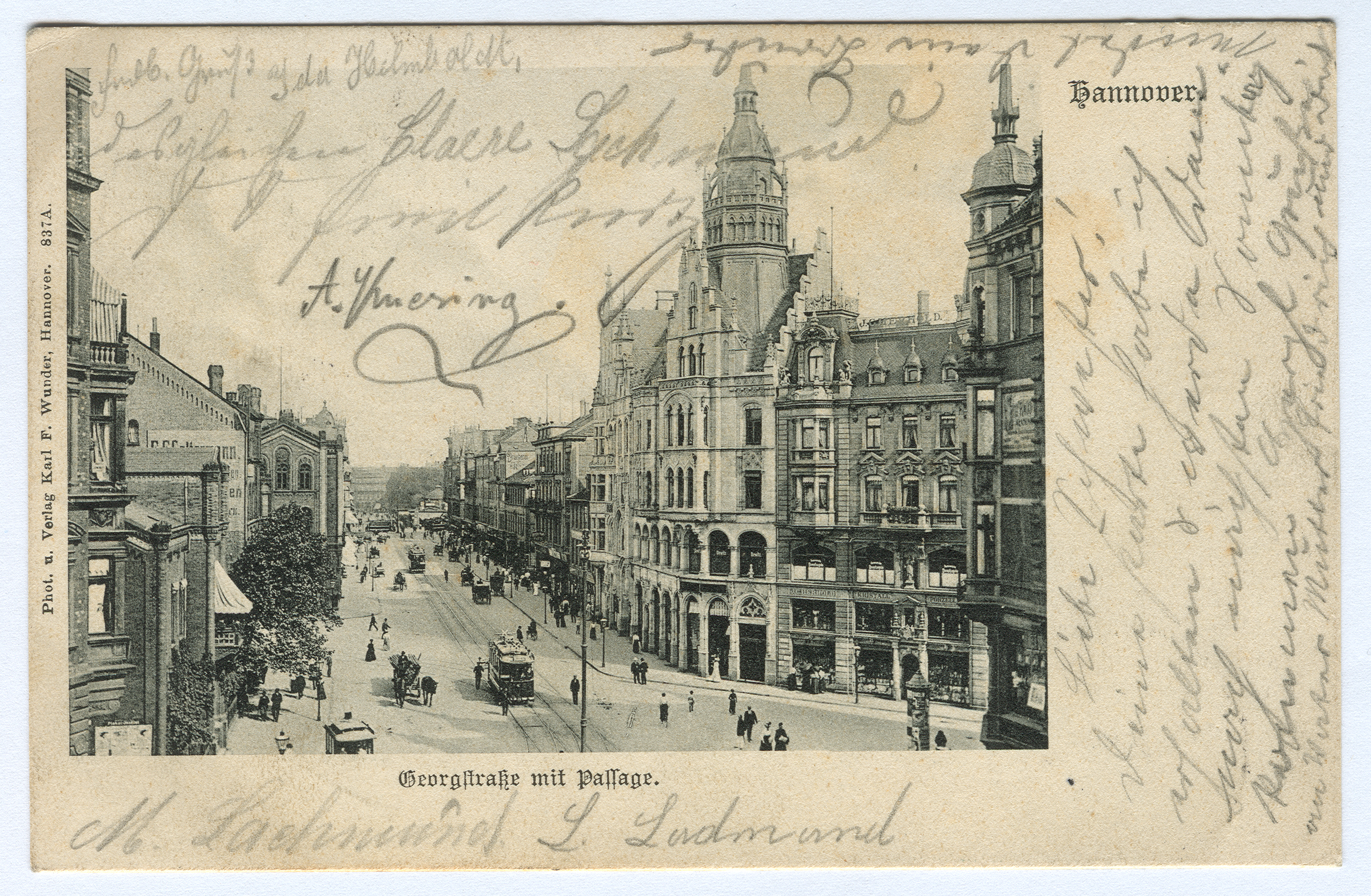
Um 1901: Der Turm über dem Komplex Haus Biermann und Drachentöterhaus
Ansichtskarte Nummer „837A“ von Karl F. Wunder

Der über den Dächern des Gebäudekomplexes Drachentöterhaus und Haus Biermann thronende Turm hatte nicht nur zierende Funktion, sondern setzte als städtebauliche Dominante ein weithin sichtbares Zeichen: Dies zeigt ein Vergleich zweier Ansichten vor und nach dem Jahrhundertwechsel, vor und nach dem Bau des Häuserkomplexes. Für die beiden folgenden Aufnahmen – andere wären möglich – postierte sich der Fotograf Karl F. Wunder am nahezu gleichen Standpunkt am Kröpcke mit gleichem Blick in Richtung Steintor:

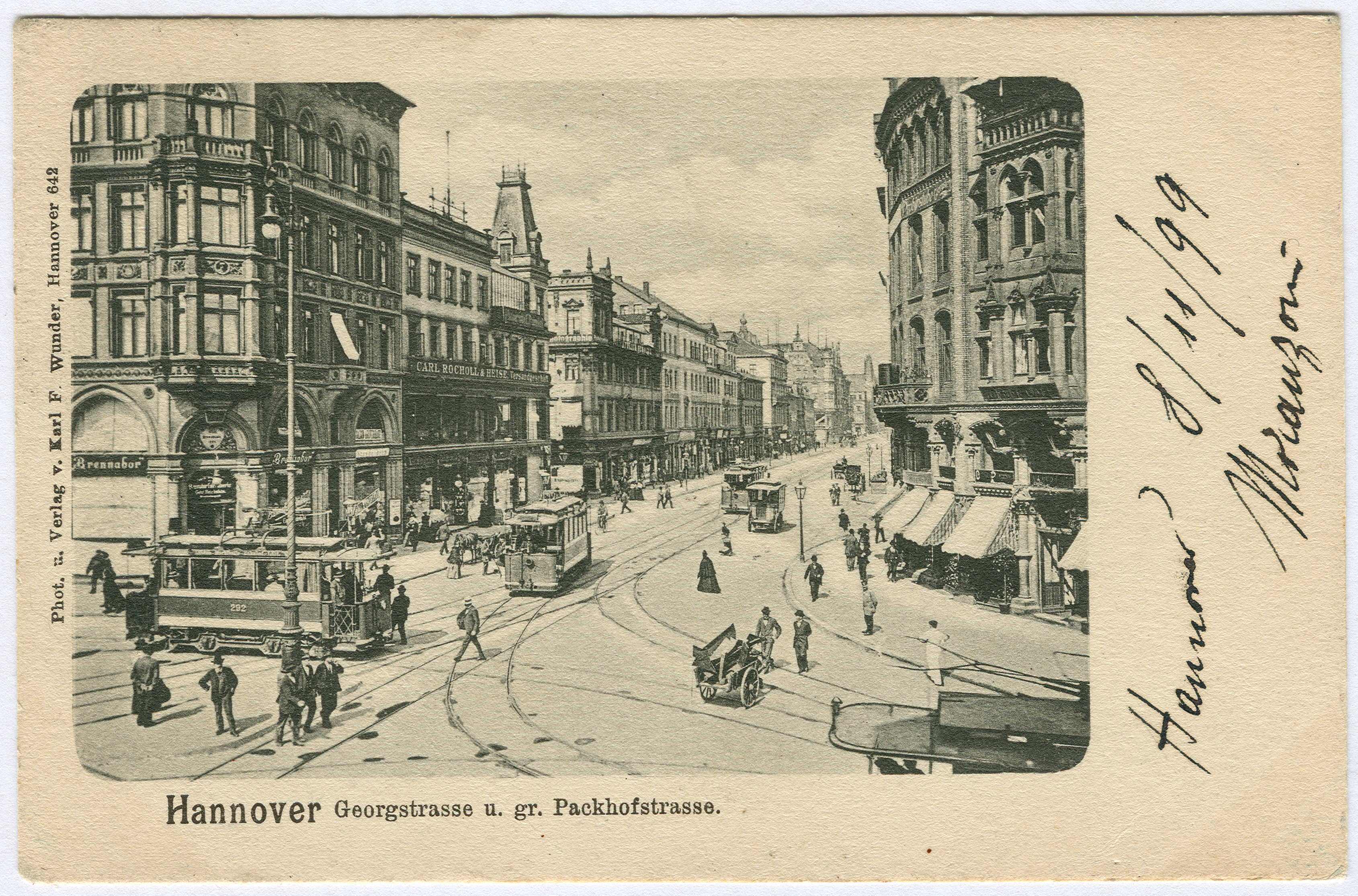
Blick vom Kröpcke vor 1900 …
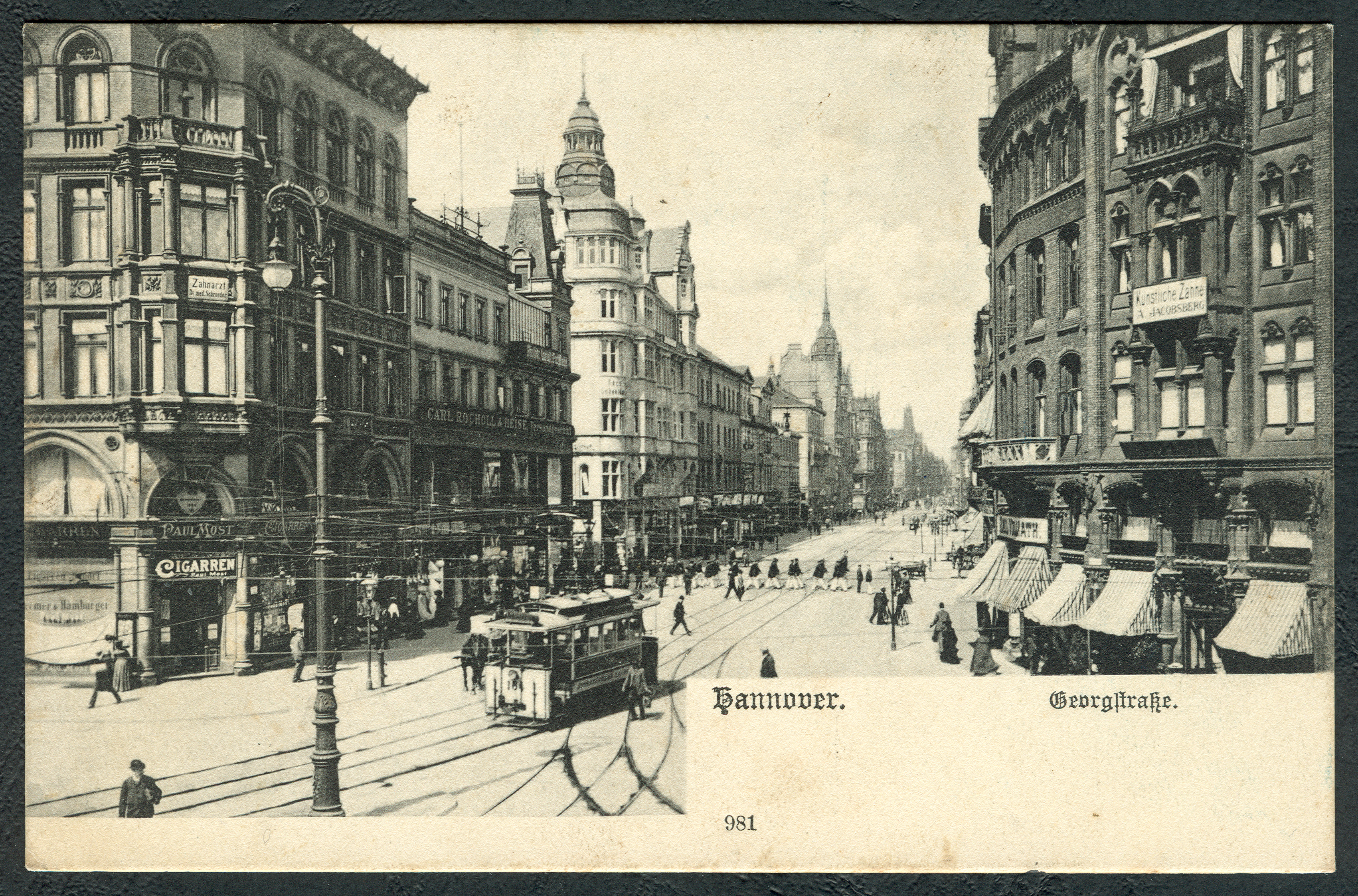
… sowie nach 1901 in Richtung Steintor

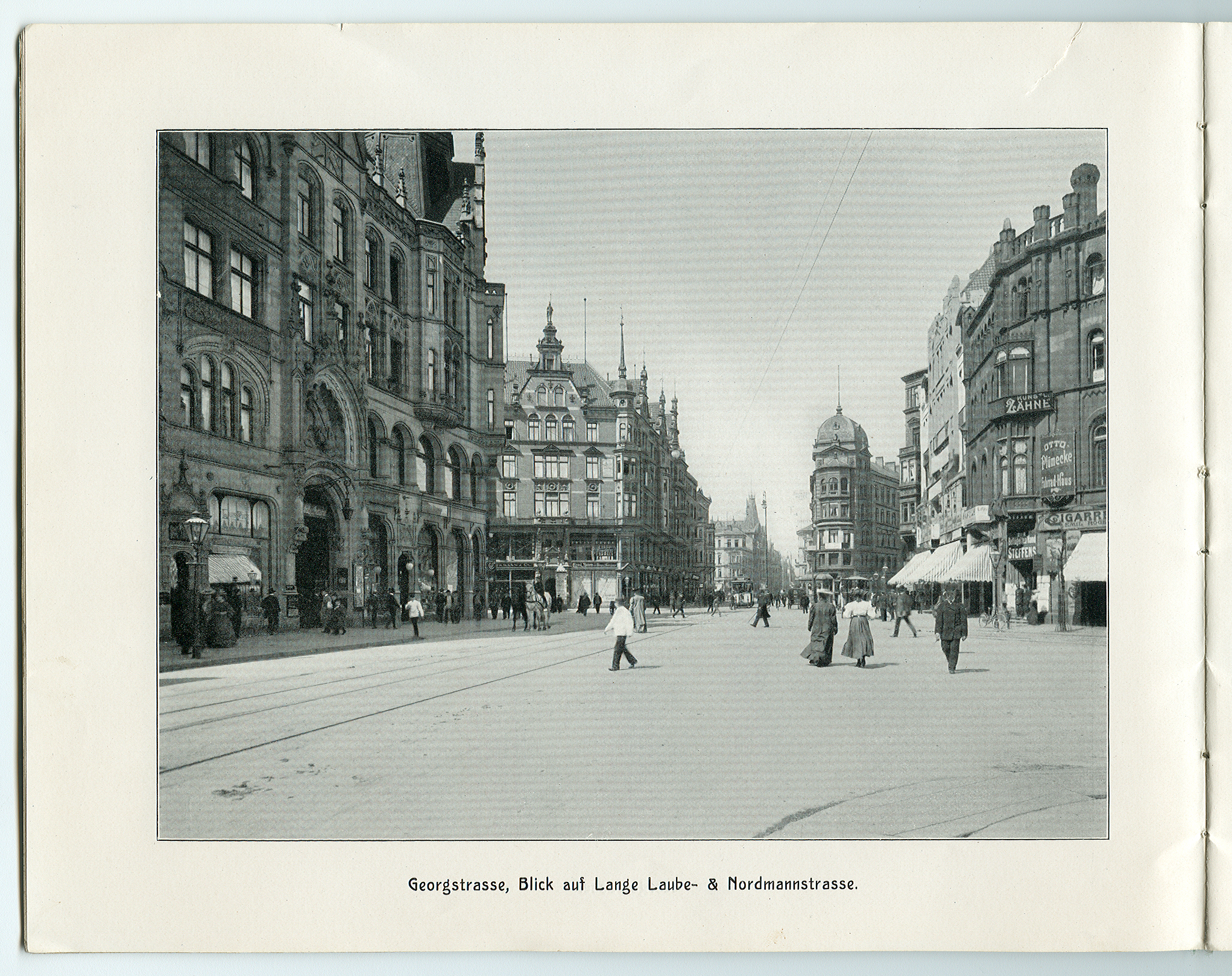
Georgshaus (ganz links), auf dem Platz in der Mitte steht heute das Schillerdenkmal

Der auf der jüngeren Ansicht zusätzlich hinzugekommene Turm an der Georgstraße/Ecke Große Packhofstraße (im Vordergrund links) wird als derjenige des Sprengel-Hauses um 1910 datiert; Architekten dieses Gebäudes unter der (heutigen) Adresse Georgstraße 22 waren „Riesle und Rühling“.

### Nach dem Zweiten Weltkrieg
Das 1921 in Hannover gegründete Einzelhandelsunternehmen „W.O.P. Oberpottkamp“ für Elektrogeräte, Fahrräder und "alles um die Musik" des Kaufmanns Wilhelm Oberpottkamp hatte nach dem Zweiten Weltkrieg seinen Hauptsitz im Drachentöterhaus. Es wurde 1966 übernommen durch den Werkzeughändler Ernst Brinkmann, der Jahrzehnte zuvor 1929 in Hamburg sein Handelshaus für Radios und Elektrogeräte gegründet hatte. Brinkmann baute das Drachentöterhaus mehrfach um und erweiterte seine Verkaufsfläche auf rund 7.500 m², um im Technischen Kaufhaus Brinkmann dann als „Deutschlands größtes Technisches Kaufhaus“ elektrische Geräte für jedweden Haushalts- und Spielbedarf sowie Porzellan anzubieten. Konjunkturelle Einbrüche sowie das Missmanagement der Hamburger Zentrale führten jedoch 2001 unter anderem auch zur Schließung des erfolgreich arbeitenden Hauses in der Georgstraße.
In der Folge wurde das Gebäude von einer Tochter der Centrum Holding Deutschland aus Düsseldorf gekauft, die in Hannover unter anderem auch das Kröpcke-Center erworben hatte, und vermietete das Drachentöterhaus an die Kette Lehmanns Media, die hier seitdem Bücher und Medien verkauft.
Im März 2016 eröffnete die Drogeriemarktkette Rossmann hier ihre 2000. und zugleich größte europäische Filiale.